# Henry (enhed)
Henry ({\displaystyle {\text{H}}}) er en afledt SI-enhed for induktans. Enheden kan udtrykkes med grundlæggende SI-enheder:
{\displaystyle {\text{H}}={\dfrac {{\text{kg}}\cdot {\text{m}}^{2}}{{\text{s}}^{2}\cdot {\text{A}}^{2}}}}
Måleenheden er opkaldt efter fysikeren Joseph Henry (1797-1878).